# Biographie Nationale
De Biographie Nationale (afgekort BN) is een Franstalig biografisch woordenboek dat tussen 1866 en 1986 werd uitgegeven door de Académie royale de Belgique. In het woordenboek zijn de biografieën van overleden bekende (en minder bekende maar wel vermeldenswaardige) Belgen en personen die leefden op het grondgebied van het huidige België opgenomen.

## Ontstaan
In 1845 werd de toenmalige Académie des sciences et des lettres gereorganiseerd door minister van Binnenlandse Zaken Van de Weyer die tevens eerste minister was. Er werd een klasse Schone Kunsten toegevoegd en op 1 december 1845 werd een Koninklijk Besluit van kracht waarin de Academie de opdracht kreeg om een nationaal biografisch woordenboek voor België te publiceren.
Er werd een commissie opgericht maar de eerste pogingen leverden niets op. In 1848 riep Adolphe Quételet die deel uitmaakte van deze commissie nogmaals op om te starten met de Biographie Nationale. Na verscheidene aanmaningen van onder andere minister Rogier werd er dan in 1859 gestart met de voorbereidingen. Er werd een nieuwe commissie geïnstalleerd onder leiding van baron de Saint-Genois. De commissie stelde een lange lijst op met personen die dienden vermeld te worden in het naslagwerk en vanaf 1860 werden de auteurs geselecteerd om de biografieën te schrijven. In 1866 verscheen het eerste boekdeel van de Biographie Nationale.

## Uitgaven
De lijst die in 1860 opgesteld was, werd verwerkt in 27 boekdelen. Doorheen de 72 jaar die het verschijnen van deze boekdelen in beslag nam werd de lijst volledig alfabetisch afgewerkt. Per letter was er ongeveer 1 boekdeel voorzien. Hoewel de Académie royale de Belgique officieel tweetalig was, bleef het biografisch woordenboek enkel in het Frans verschijnen. De twee laatste boekdelen met de letters W en Z verschenen in 1938, net voordat de Vlaamse Academiën gesticht werden. Deze zouden later zelf het Nationaal Biografisch Woordenboek gaan publiceren als tegenhanger van de Biographie Nationale.
In 1944 verscheen nog boekdeel 28 dat een index was van de vorige 27 boekdelen. Wegens de Tweede Wereldoorlog was dit boekdeel met enkele jaren vertraging verschenen. Daarmee werd een voorlopig einde gemaakt aan het verschijnen van de Biographie Nationale. Nadat de Vlaamse Academiën bekendmaakten met een eigen biografisch woordenboek te willen starten, nam ook de Franstalige academie terug de draad op. Vanaf dan werden de boekdelen als supplementen gepubliceerd. Elk supplement behandelde een volledig alfabet nieuwe biografieën. Het eerste supplement, boekdeel 29, verscheen in 1956, het 16de en laatste supplement, boekdeel 44, verscheen in 1986.

## Einde
In oktober 1986 besliste de Franstalige academie om een einde te maken aan de publicatie van de Biographie Nationale omdat het oude concept, dat sinds 1866 nauwelijks aangepast was, niet meer beantwoordde aan de behoeften van dat moment. Er waren op dat moment 12.086 biografieën in 44 boekdelen verschenen.
Om het Koninklijk Besluit van 1845, dat stelde dat de academie belast was met de publicatie van een nationaal biografisch woordenboek, te respecteren werd er gelijktijdig beslist om te starten met een nieuwe reeks volgens een nieuw en moderner concept. Dit naslagwerk werd vanaf 1988 gepubliceerd onder de naam Nouvelle Biographie Nationale.